# Ахмет Ертегюн
Ахмет Ертегюн (англ. Ahmet Ertegün, [ˈɑːmɛt ˈɛrtəgən], тур. [ahˈmet eɾteˈɟyn[ahˈmet eɾteˈɟyn]; (18 (31) липня 1923, Стамбул — 14 грудня 2006, Нью-Йорк) — турецько-американський бізнесмен, музичний продюсер, засновник (1947 році разом з Хербом Абрамсоном) лейблу звукозапису Atlantic Records, що вніс величезний внесок в історію сучасної музичної індустрії. Також на ранній стадії своєї кар'єри сам писав пісні для артистів Atlantic Records, під псевдонімом Нугетре (Ертегюн у зворотному порядку).
У 1987 році Ахмет Ертегюн був прийнятий до Зали слави рок-н-ролу (у категорії «Невиконавці»). Також він включений до Зали слави блюзу (також як «невиконавець»). 1998 року отримав Премію Фонду Блюзу за досягнення впродовж життя за видатний внесок в галузі блюзу.